# Steven Grammauta
Stephen "Stevie Coogan" Grammauta (6 de diciembre de 1916 – 2016) fue un caporegime de la familia criminal Gambino que habría participado en el asesinato del jefe mafioso Albert "Mad Hatter" Anastasia. También fue subjefe en funciones de esa familia.

## Biografía
Nació en el Lower East Side de Manhattan, Grammauta fue un vendedor de drogas para inicios de los años 1930. A finales de los años 1940, se convirtió en un miembro, o made man, de la familia criminal Mangano, luego conocida como la familia Gambino, bajo el régimen de su fundador Vincenzo "Don Vincent" Mangano.
En 1951, con la desaparición de Vincent Mangano y el asesinato de su hermano Phil Mangano, el entonces caporegime Anastasia se convirtió en jefe. Antiguo jefe de Murder, Inc., Anastasia era uno de los mafiosos asesinos más peligrosos de Nueva York. Anastasia promovió caporegime luego del asesinato de su subjefe Frank Scalise, Carlo Gambino, para que ocupe ese cargo. Durante este periodo, Grammauta trabajó en una pandilla con los hermanos Joseph "Joe Piney" Armone y Stephen Armone.
En 1957, las otras cuatro familias de Nueva York empezaron a cuestionar el liderazgo de Anastasia. Anastasia habría estado asesinando gente inocente porque le daba la gana, tal como alguna vez ordenó el asesinato de un sastre que vio en la televisión tan sólo porque había sido asaltado y denunció este hecho. Otros jefes mafiosos como Vito "Don Vito" Genovese y Thomas "Tommy Brown" Lucchese y Meyer Lansky eventualmente se cansaron de Anastasia. En 1957, Gambino ordenó a Joseph "Joe the Blonde" Biondo y Stephen Armone que asesinaran a Anastasia. Stephen incluyó a su hermano Joseph en el grupo pero este había sido arrestado por drogas. Entonces, Stephen lo reemplazó con Grammauta. La mañana del 25 de octubre de 1957, Anastasia entró a la barbería del Park Sheraton Hotel (hoy el Park Central Hotel) en Manhattan. Mientras se relajaba en la silla del barbero, Grammauta, Arnold Wittenburg, y Stephen Armone entraron, empujaron al barbero, y dispararon. Se dice que Anastasia, herido, disparó a sus atacantes pero en realidad sólo disparó contra sus reflejos en el espejo. Anastasia murió en la escena.
Luego de la muerte de Anastasia, los mafiosos de la familia criminal Profaci Carmine "Junior" Persico y Joseph "Crazy Joe" Gallo se atribuyeron el asesinato. Grammauta y sus dos asociados nunca fueron vistos como los verdaderos asesinos. Nadie fue acusado ni arrestado de este asesinato.
En 1965, Grammauta y Joseph Armone fueron declarados culpables de introducir heroína a los Estados Unidos desde los Países Bajos y fueron condenados a ocho años de prisión. En 1970, ambos fueron liberados y Armone fue ascendido a caporegime de la antigua pandilla de su hermano. Graummauta pasó los siguientes 25 años como un soldado de la pandilla de Joseph Armone.
Luego de la muerte de Gambino en 1976, su cuñado Paul Castellano se convirtió en jefe de la familia. Castellano pronto cayó en una enemistad con el caporegime John Gotti. Gotti tenía una pobre relación con Grammauta ya que lo consideraba un rival peligroso. En 1985, Gotti organizó el asesinato de Castellano y se convirtió en jefe. Las posibilidades de Grammauta de ser ascendido desaparecieron. En 1992, Gotti fue declarado culpable de asesinato y condenado a cadena perpetua.
Con Gotti en prison, Grammauta finalmente se convirtió en caporegime en 1994, tomando el mando de la pandilla de Jack Giordano. En 1996, Grammauta fue nombrado para un panel/comité de gobierno para asistir al jefe en funciones John "Junior" Gotti a manejar la familia. Grammauta contribuyó como jefe en funciones de ese comité desde 1996 hasta 2002, cuando fue disuelto por la muerte de John Gotti. Grammauta entonces regresó a su cargo de caporegime.